# Bloomingdale's
Cet article possède un paronyme, voir Bloomingdale.

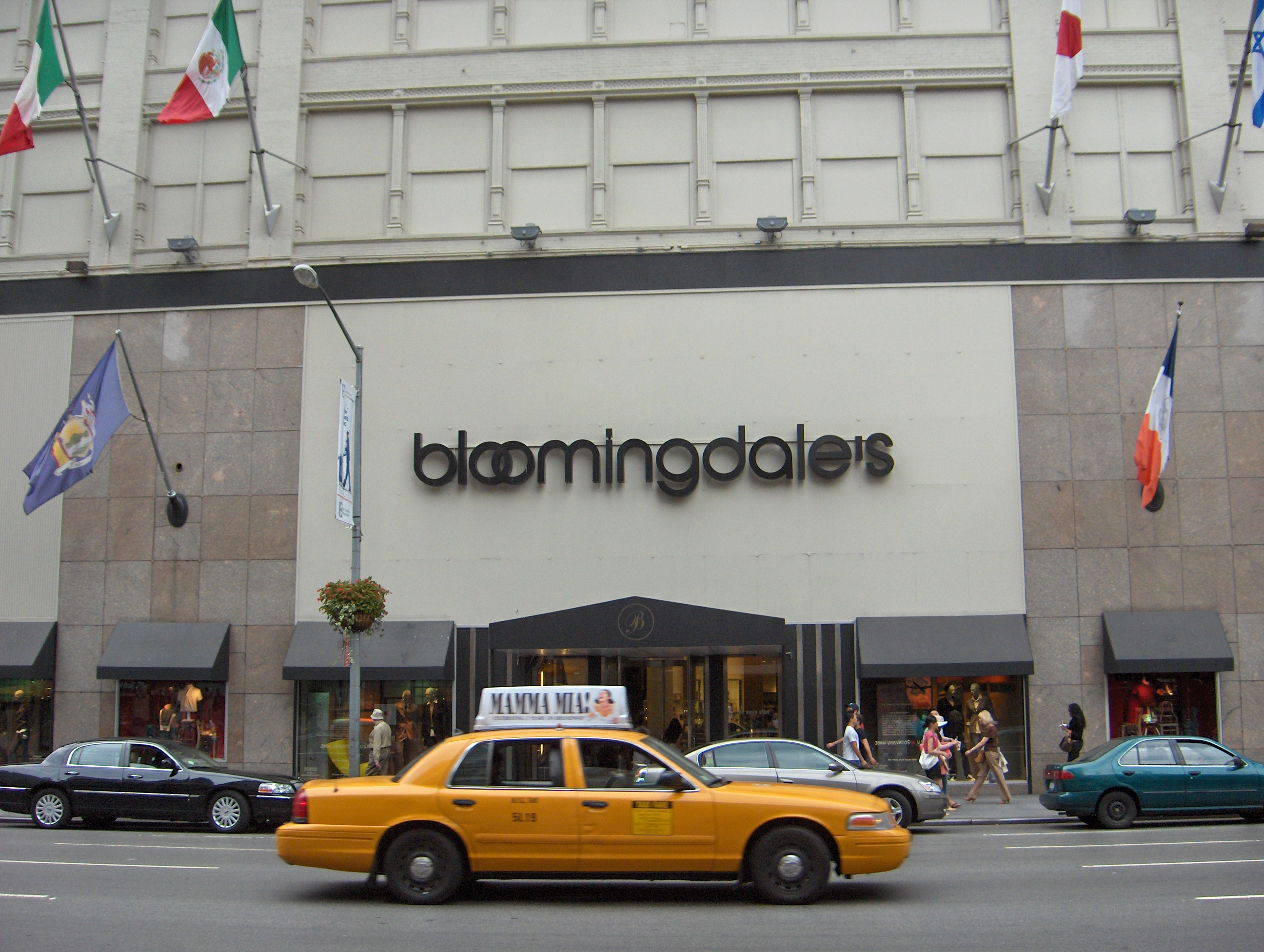
L'entrée principale du magasin de la à Manhattan, New York.

Bloomingdale's est une chaîne de grands magasins américaine, appartenant à Macy's Inc., autre chaîne américaine plus importante, également propriétaire de Macy's. Les magasins Bloomingdale's sont réputés pour être des enseignes chic, et les trente-six magasins répartis sur le territoire américain produisent 1,9 milliard de dollars de chiffre d'affaires chaque année. Les principaux concurrents de Bloomingdale's sont Lord & Taylor (plus ancienne chaîne de grands magasins au monde), Nordstrom, et dans une moindre mesure Saks Fifth Avenue et Neiman Marcus. Le magasin de Lexington Avenue, à New York, ville dont la chaîne est originaire est aussi sous la concurrence de Bergdorf Goodman.

## Histoire
L'histoire de Bloomingdale's débuta en 1861, lorsque les deux frères Joseph et Lyman Bloomingdale commencèrent à vendre des jupes dans leur mercerie de la Lower East Side, à Manhattan. Les deux frères étaient les fils de Gerard Bloomingdale lui-même vendeur qui, après avoir vécu en Caroline du Nord et dans le Kansas, était venu s'installer à New York. En 1872, les deux frères ouvrirent un magasin proposant une large gamme de vêtements, dont certains s'inspiraient de la mode européenne. Étant donné le succès de leur magasin, les deux propriétaires déménagèrent au coin de la 59e rue et de Lexington Avenue, en anticipant et en tirant profit de la migration des classes moyennes et aisées vers le nord. Dès les années 1920, le magasin occupait un « block » entier.
La chaîne de magasins, très implantée dans l'État de New York a progressivement ouvert de nouvelles boutiques dans d'autres États, à Washington DC et dans le Massachusetts dans les années 1970, en Pennsylvanie, au Texas, en Floride et dans l'Illinois (900 North Michigan) dans les années 1980, et en Californie à partir de 1996. Les zones d'implantation ciblées ont toutes été étudiées afin d'optimiser les rendements.

## Anecdotes
- L'adresse la plus célèbre reste celle de Manhattan, à l'angle de la 59e rue et de Lexington Avenue. En 1976, lors de la visite de la reine Élisabeth II, le sens de circulation de la Lexington Avenue (normalement du nord vers le sud) a été inversé, afin que la reine puisse descendre du véhicule par la droite pour entrer directement dans le magasin par l'entrée principale[2].
- En 1961, Bloomingdale's a commencé la commercialisation de sa propre marque de sacs. Encore aujourd'hui, les trois types de sacs petit, moyen, gros sac marron (Little, Medium, Big Brown Bag) sont toujours très à la mode.
- Dans la série télévisée Friends, Rachel Green (jouée par Jennifer Aniston) travaille pendant une période à Bloomingdale's, en tant que vendeuse particulière.
- La devise du magasin est « Like no other store in the world », ce qui peut se traduire par « comme aucun autre magasin au monde », ou plus simplement « unique au monde ».
- Dans le film Julie et Julia où jouent Meryl Streep et Amy Adams, les amies Julie Powell (Amy Adams), très snobs, mentionnent à plusieurs reprises le magasin de la 59e rue, symbole des fashion-victims de New York qui ont les moyens.